# 黄旗镇
黄旗镇，是中华人民共和国河北省承德市丰宁满族自治县下辖的一个乡镇级行政单位。

## 行政区划
黄旗镇下辖以下地区：
城根营村、小河村、石栅子村、老窝铺村、乐果窝铺村、乐国村、西村、东村、东营子村、潮河源村、南沟村、南沟门村、老虎沟门村、大院村、哈拉海湾村、上窝铺村、连桂村和二道桥子村。